# Édith Audibert
Édith Audibert (nascida em 7 de março de 1948) é uma política republicana francesa que é membro da Assembleia Nacional desde 2020, representando o 3º círculo eleitoral de Var.